# Yssouf Koné
Yssouf Koné (nascido em 19 de Fevereiro de 1982 em Korogho, Costa do Marfim) é um futebolista marfinense naturalizado burquinense, atualmente joga no Vålerenga Fotball.

## Carreira
Kone integrou a Seleção Burquinense de Futebol no Campeonato Africano das Nações de 2010.

## Títulos
- Taça da Roménia: 2008-09